# Palmetto (Geòrgia)
Palmetto és una població dels Estats Units a l'estat de Geòrgia. Segons el cens del 2000 tenia 3.400 habitants.

## Demografia
Segons el cens del 2000, Palmetto tenia 3.400 habitants, 1.223 habitatges, i 881 famílies. La densitat de població era de 253,4 habitants/km².
Dels 1.223 habitatges en un 38,7% hi vivien nens de menys de 18 anys, en un 42,4% hi vivien parelles casades, en un 23,5% dones solteres, i en un 27,9% no eren unitats familiars. En el 24,3% dels habitatges hi vivien persones soles el 10,1% de les quals corresponia a persones de 65 anys o més que vivien soles. El nombre mitjà de persones vivint en cada habitatge era de 2,78 i el nombre mitjà de persones que vivien en cada família era de 3,27.
Per edats la població es repartia de la següent manera: un 30,1% tenia menys de 18 anys, un 9,9% entre 18 i 24, un 31,5% entre 25 i 44, un 18,8% de 45 a 60 i un 9,6% 65 anys o més.
L'edat mediana era de 31 anys. Per cada 100 dones de 18 o més anys hi havia 88,9 homes.
La renda mediana per habitatge era de 32.286 $ i la renda mediana per família de 36.989 $. Els homes tenien una renda mediana de 31.944 $ mentre que les dones 20.417 $. La renda per capita de la població era de 15.097 $. Entorn del 7,8% de les famílies i l'11,3% de la població estaven per davall del llindar de pobresa.

## Poblacions més properes
El següent diagrama mostra les poblacions més properes.